# بلدية جوينيس
بلدية جوينيس (بالإنجليزية: Güines)‏ هي مدينة، ومستوطنة، تتبع La Habana Province (1976–2010) ‏، بلغ عدد سكانها 66892  نسمة، في 31 ديسمبر 2011.

## أعلام
- روبرتو توريس
- خوليو مورينو
- أريام أبرو ديلغادو